# Seltenhofer Frigyes
Seltenhofer Frigyes (Zittau, 1789 – Sopron, 1846. február 6.) harangöntő.

## A harangöntő dinasztia
A híres Seltenhofer harangöntő dinasztia négy generáción át működött Sopronban, és öregbítette a hazai harangöntés hírnevét. 
Seltenhofer Frigyes Keresztély 1815-ben jelentkezett a városnál, mint harangöntő segéd. A tanács által elvárt mesterremeket 1816. szeptember 16-án mutatta be, majd 1817-ben - már mesterként - elnyerte a soproni polgárjogot és megnyitotta műhelyét. Feleségével, Trackl Jozefával (aki maga is harangöntő leánya volt) a Pfistermeister-Kochel-Mahr műhelyt vásárolták meg egy árverésen, ez a mai Magyar utca és Pócsi utca sarkán, hátulról a mai Torna utca határolta területen feküdt. Az üzem nem felelt meg elvárásaiknak, ezért a Győri úton vettek telket. 
A 19. század végére gyárrá nőtte ki magát a vállalkozás, amelynek profilja időközben a tűzoltószerek gyártásával is kibővült. A haranggyártás üteme egyre növekedett, a cég ezredik harangja 1894-ben készült el, az ez utáni években ritkán volt száz alatt az évenkénti darabszám. A trianoni békediktátum után a háborúba elvitt harangok pótlása konjunktúrát jelentett a cégnek. 5000. harangjuk az 1926-ban készült 34 mázsás Hősök harangja volt, amely a soproni evangélikus templom számára készült. A nagy gazdasági válság visszavetette a termelést, majd a háborús készülődés miatt inkább a tűzoltószerek gyártása került előtérbe. Összesen kis híján 6000 harangot öntöttek. A gyár létének végét 1945-ben a második világháborúban elszenvedett bombázás jelentette, amit követően már nem épült újjá az üzem.

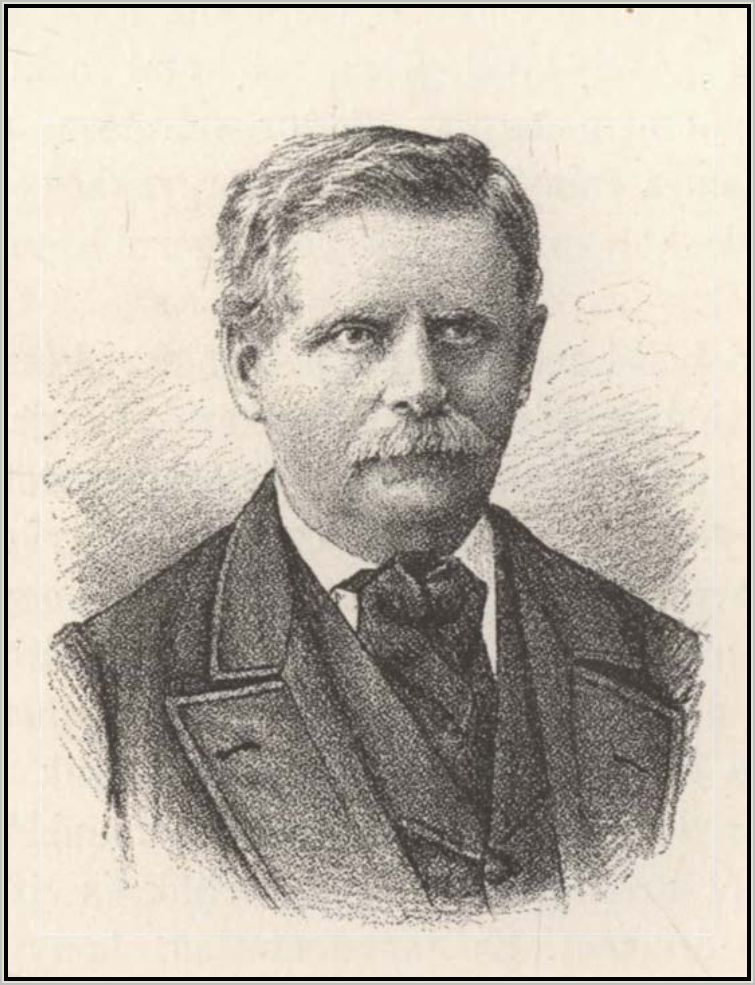
Fia, Seltenhofer Frigyes, idősebb (1817–1903), tűzoltószergyáros és harangöntő

A közel másfél évszázad alatt magas színvonalon készült harangjai napjainkban is rengeteg templomtoronyban laknak. Elmondhatjuk, hogy az egyik legszínvonalasabb harangöntőket tisztelhetjük a Seltenhoferekben, mind a harangjaik hangja, esztétikai kialakítása és felszerelése tekintetében. Sajnos sok harang eredeti gyönyörű hangját a 20. század főleg második felében kialakult harangvillamosítási gyakorlata, és a harangfelfüggesztések átalakítása miatt nem élvezhetjük, de a legnagyobb harangjuk 2006-tól a soproni Hősök harangja a Perner cégnek köszönhetően ismét szabadon lengő nyelvvel működhet.
2001-ben emlékére azon ház falára, ahol a harangöntőműhely működött, emléktáblát helyeztek el.
A cég ezredik, 620 kg-os harangja a nagykanizsai Jézus Szíve (Felsővárosi) templom tornyában lakott, felirata ez volt: 
„Dicséretet mondok az én Istenemnek valamíg leszek. Zsolt. 145. 2. V. — 1894. 
Seltenhofer Frigyes Fiai Sopron, 
cs. és kir. udvari harangöntőde. 
Az 1000-ik harang emlékéül"
Ezt a harangot 1916. szeptember 15-én - mivel a torony előtti lépcsőzet rongálódása nélkül ledobni nem lehetett volna - a toronyban összetörték, és a darabokat hadi célokra elszállították.
Az ötezredik harang a 3441 kg-os Hősök harangja, a palástján az I. világháború 214 soproni evangélikus áldozatának nevei szerepelnek. Felirata háromnyelvű. Az évenkénti bontásba rendezett névsor fölött körbe:
HŐSÖK HARANGJA 1914-1918. HELDENGLOCKE. VIVOS VOCO. MORTUOS PLANGO.
A kereszt-díszítmény alatt: PER CRUCEM AD LUCEM ("a kereszten át a fényhez").
A feliratok alatt: EIN FESTE BURG IST UNSER GOTT. ERŐS VÁR A MI ISTENÜNK.

### A négy generáció tagjai
- Legidősebb Seltenhofer Frigyes (I) (1789–1846)
- Idősb Seltenhofer Frigyes (II) (1817–1903. január 21.)[3] Ő volt, aki a harangöntés mellett a  műhely tevékenységét kiterjesztette a tűzoltószerek gyártására, amikor 1846-ban átvette apjától a vállalkozás vezetését.[4][5]
- Ifj. Seltenhofer Frigyes (III) (1854–1914) és Lajos (1857–1943): 1886–1919 között vezették a vállalkozást
- Legifj. Seltenhofer Frigyes (IV) (1891–1978): 1919–1945 között vezette a vállalkozást

### A Seltenhofer cég által öntött legnagyobb harangok
1827:  Olomouc (Olmütz, Csehország) katedrális 8156 kg-os nagyharangja (Zvon Václav - Vencel-harang) még Bécsben készült.
1876: A Békéscsabai evangélikus Kistemplom 3547 kg tömegű Marik harangja
1892: A kőszegi Jézus Szíve templom 2188 kg-os Szent József nagyharangja
1893: A soproni Szent Mihály templom 2902 kg-os Szent Mihály harangja
1903: A nyíregyházi evangélikus templom 1767 kg-os nagyharangja
1927: A soproni evangélikus templom 3441 kg-os Hősök harangja
1932: A zirci ciszterci bazilika 1948 kg-os Szent György harangja
1938: A szombathelyi székesegyház 2220 kg tömegű nagyharangja
1925: Kisújszálláson 87,67 cm átmérőjű   http://lexikon.katolikus.hu/K/Kis%C3%BAjsz%C3%A1ll%C3%A1s.html